# Daraa (okrug)
Okrug Daraa (ar. منطقة درعا‎) je okrug u sirijskoj pokrajini Daraa. Po popisu iz 2004. (prije rata), okrug je imao 428.681 stanovnika. Administrativno sjedište je u naselju Daraa.

## Nahije
Okrug je podijeljen u nahije (broj stanovnika se odnosi na popis iz 2004.):
- Daraa (ناحية درعا): 146.481 stanovnika.[2]
- Bosra (ناحية بصرى): 33.839 stanovnika.[3]
- Khirbet Ghazaleh: (ناحية خربة غزالة) 44.266 stanovnika.[4]
- Al-Shajara (ناحية الشجرة): 34.206 stanovnika.[5]
- Da'el (ناحية داعل): 43.691 stanovnika.[6]
- Muzayrib (ناحية مزيريب): 72.625 stanovnika.[7]
- Al-Jiza (ناحية الجيزة): 21.100 stanovnika.[8]
- Al-Musayfirah (ناحية المسيفرة): 32.473 stanovnika.[9]